# Баруун-Урт
Баруун-Урт — місто в Монголії, адміністративний центр Сухе-Баторського аймаку та однойменного сомону.

## Розташування
Баруун-Урт знаходиться у східній частині Монголії в північно-східній частині Сухе-Баторського аймаку. Відстань від Баруун-Урта до Улан-Батора близько 500 км по прямій та 565 км по автодорозі.
Баруун-Урт знаходиться у степовій горбистій місцевості на висоті 981 метр над рівнем моря. Висота навколишніх пагорбів не перевищує 1160 метрів. На південь від міста простягнулася вкрита солончаками і висохлими солоними озерами долина шириною від 0,5 до 4 км та довжиною до 100 км.

### Водойми
Через західну частину міста протікає струмок Баруун Урт який дав назву місту (Західний Довгий) який наповнюється водою лише в період літніх дощів.

### Клімат
Місто знаходиться у зоні, котра характеризується кліматом тропічних степів. Найтепліший місяць — липень із середньою температурою 18.9 °C (66 °F). Найхолодніший місяць — січень, із середньою температурою -20 °С (-4 °F).
| Клімат Баруун-Урта      | Клімат Баруун-Урта | Клімат Баруун-Урта | Клімат Баруун-Урта | Клімат Баруун-Урта | Клімат Баруун-Урта | Клімат Баруун-Урта | Клімат Баруун-Урта | Клімат Баруун-Урта | Клімат Баруун-Урта | Клімат Баруун-Урта | Клімат Баруун-Урта | Клімат Баруун-Урта | Клімат Баруун-Урта |
| Показник                | Січ.               | Лют.               | Бер.               | Квіт.              | Трав.              | Черв.              | Лип.               | Серп.              | Вер.               | Жовт.              | Лист.              | Груд.              | Рік                |
| Абсолютний максимум, °C | −3                 | 5                  | 17                 | 21                 | 32                 | 36                 | 32                 | 36                 | 27                 | 18                 | 12                 | 0                  | 36                 |
| Середній максимум, °C   | −14                | −7                 | 0                  | 8                  | 17                 | 23                 | 25                 | 24                 | 17                 | 8                  | −2                 | −12                | 7                  |
| Середня температура, °C | −20                | −13                | −6                 | 2                  | 9                  | 16                 | 18                 | 18                 | 10                 | 1                  | −8                 | −17                | 3                  |
| Середній мінімум, °C    | −26                | −19                | −12                | −3                 | 2                  | 10                 | 12                 | 12                 | 4                  | −5                 | −15                | −22                | −5                 |
| Абсолютний мінімум, °C  | −33                | −27                | −28                | −16                | −10                | 1                  | 7                  | 2                  | −6                 | −22                | −27                | −30                | −33                |
| Норма опадів, мм        | 0                  | 0                  | 0                  | 10                 | 0                  | 50                 | 0                  | 10                 | 10                 | 0                  | 0                  | 0                  | 120                |
| Днів з дощем            | 0                  | 0                  | 1                  | 0                  | 0                  | 2                  | 0                  | 1                  | 2                  | 0                  | 0                  | 1                  | 11                 |
| Вологість повітря, %    | 71                 | 58                 | 46                 | 40                 | 47                 | 54                 | 63                 | 64                 | 69                 | 58                 | 64                 | 74                 | 59                 |
| ----------------------- | ------------------ | ------------------ | ------------------ | ------------------ | ------------------ | ------------------ | ------------------ | ------------------ | ------------------ | ------------------ | ------------------ | ------------------ | ------------------ |
| Джерело: Weatherbase    |                    |                    |                    |                    |                    |                    |                    |                    |                    |                    |                    |                    |                    |

## Інфраструктура
Господарський комплекс Салхіт, будівельна база, геологічна експедиція, філія Улан-Баторського університету науки і технології, школи, лікарня, театр, торгівля, пошта, центр культури та обслуговування, музей, монастир Ердене мандал, санаторій для шахтарів. У 10 км на схід від міста — ГЗК Томортей (цинк).

### Територія
Загальна площа міста 5513,6 га, з яких 5277 га складають міські землі, 159 га дорожня мережа, лісові масиви 6 га, сільськогосподарські угіддя 62,6 га

### Проекти
2009 року Новосибірський проектно-пошуковий інститут «Сибжелдорпроект» за дорученням ВАТ «РЖД» у рамках реалізації спільного спільного російсько-монгольського проекту розвитку АТ «Улан-Баторська залізниця» і будівництва нової залізничної інфраструктури в Монголії почав перед проектні будівництва нової лінії Даланзадгад — Чойболсан яка, зокрема, пройде через Баруун-Урт.